# Pilar Monzó de Roca
Pilar Monzó de Roca (segle XIX-segle XX) va ser una escriptora i dramaturga valenciana que conreà el gènere del sainet. Se li atribueixen nou obres, algunes de les quals van ser representades a diversos teatres de València a començaments dels anys 1930. Formà part de la nòmina d'autors valencians que cregueren en el teatre com a eina fonamental per a la consolidació de la Renaixença. Les seues obres tenen un accentuat caràcter tradicional i un ús arcaïtzant de la llengua. L'autora tendeix a crear una dinàmica d'identificació entre els espectadors i determinats personatges a través del funcionament arquetípic d'aquest. El llenguatge és entenedor i les obres tendeixen a la comicitat com a principal element per a requerir l'atenció dels espectadors.

## Obres
- Vicenteta (1930, Saló Novetats).
- La falta de Marieta (1930, Saló Novetats).
- L'amo (1931, Saló Novetats).
- El geni de Tana (1931, Saló Novetats).
- La nòvia de Paquito (1932, Teatre Novetats).
- Pare! Pare! (1932, Saló Novetats).
- Color de niu (1933, Teatre Novetats).